# Amir Hassanpour
Amir Hassanpour, (persiska: امیر حسن‌پور, kurdiska: ئه‌میر حه‌سه‌نپوور ), född 10 augusti 1943 i Mahabad, Iran, död 24 juni 2017 i Toronto, var en kurdisk författare och forskare som bland annat skrivit The Making of Kurdish Identity: Pre-20th Century Historical and Literary Discourses, in Essays on the Origins of Kurdish Nationalism. Hassanpour flyttade till Kanada 1986 där han undervisade på universitet i Montréal och Toronto.